# Samsari
Samsari (georgiska: სამსარი) är ett berg i Georgien. Det ligger i den södra delen av landet, på gränsen mellan regionerna Nedre Kartlien och Samtsche-Dzjavachetien, 100 km väster om huvudstaden Tbilisi. Toppen är 3 284 meter över havet. Samsari ingår i Samsaribergen.